# Christine Jones
Christine Jones, geboren als Christine Zacher (Teplitz-Schönau, 9 mei 1944 - 13 februari 2017) was een Oostenrijkse jazz- en blueszangeres, Fluxus-kunstenares en galeriehoudster.

## Biografie
Ze was de dochter van een architect en een lerares en studeerde 'Kunsterziehung' bij Robin C. Andersen aan de Academie van beeldende kunsten in Wenen. Ze sloot de studie in 1967 af met de titel Magistra Artium. Hierna studeerde ze tot 1971 aan de Freien Universität in Berlijn Amerikaanse archeologie (Altamerikanistik). In die tijd kwam ze in contact met de jazz. Ze zong op Amerikaanse folkblues-festivals en, later, in de Parijse jazzclub "Blue Note“, waar ze werkte met musici als Kenny Clarke, Nathan Davis en Pony Poindexter. Ze werd ontdekt door concertorganisator Horst Lippmann, die haar contracteerde. De zangeres ging in Berlijn wonen en trad op met Leo Wright, Duke Ellington, Dexter Gordon, Eugene Cicero, Fritz Pauer en Carmell Jones, met wie ze trouwde en een dochter kreeg, Stella Jones.
Na tien jaar (en haar scheiding van Jones) keerde ze terug naar Wenen en trouwde met de advocaat en musicus Klaus-Peter Schrammel (een achterkleinzoon van Johann Schrammel). Ook hiermee kreeg ze een dochter.
In 1980 richtte ze de band JONESMOBILe op, waarmee ze een album opnam. Ze maakte tevens platen met de gitarist Karl Ratzer (Wow, 1988) en de kunstschilder Christian Ludwig Attersee (Äpfelder Liebe).
Ze haalde de Oostenrijkse hitparade met I Don’t Believe en trad op in het Witte Huis en het Vaticaan.
In 1984 begon ze met haar man een kunstgallery, KUNST>KANZLEI, een gallery in de traditie van de kunstsalon uit de 19de en vroege 20ste eeuw. In de gallery hadden Fluxus-kunstenaars als Daniel Spoerri, Dick Higgins, Christo, Coco Gordon, Alison Knowles, Joe Jones, Padhi Frieberger en Ben Vautier hun eerste tentoonstellingen in Oostenrijk. Jones presenteerde hier ook haar eigen werk.

## Discografie
- 1965: Christine-Spirituals, Folksongs, Blues. LP CBS 62626
- 1981: Christi Ne Jones - Jonesmobile. LP Yedermann Productions YM 24581
- 1982: Schlaf, Schlaf, Schlaf. Single YM 119872
- 1983: Weihnacht zu Zweit - Attersee & Christine Jones. LP YM 119872
- 1983: Grüß Gott. Single Weltweit Records/Echo 119382
- 1988: Summertime - Christine Jones feat. Karl Ratzer. Single YM 119872
- 1988: Trinity - Christine Jones. Maxi-Single YM 150044-1
- 1988. Wow! - Christine Jones. CD YM 9544
- 1992: Very Sometimes People. Maxi-CD YM G 9216-2
- 1994: Aut of Austria Sampler. CD RMC 150002
- 1996: Christine Jones - Live at EGA. CD YM11916
- 1996: Christine Jones & the Jonesmobile - Narrative Jazz. Maxi-CD YM 12507
- 1997: Christine Jones - Jonestones. CD YM 9871-2
- 2000: Christine Jones - Tamin Bacon. CD YM 12508
- 2001: Christine & Stella Jones - La Chica Evelvn. CD YM 77200
- 2002: Jonesmobile im Ziegelstadl. CD YM 195201
- 2003: Summertime - That Was Then. Compilation-CD UMG 980113
- 2003: Summertime - This Is Now. Compilation-CD UMG 980854
- 2004: Best of Christine Jones. CD UMG 986645
- 2004: Nlghtmares - Jonesmobile. Single-CD YM 08154711
- 2004: Christine Jones - Look Here Blues. CD YM 91301
- 2005: Female - Verve Impressions. Compilation-CD UMC 983300
- 2005: Christine Jones/Aaron Wonesch-Jonesch. CD ORF 411
- 2010: Saxo Son I Schrammel Ton I Christine Jones. CD YM 1952
- 2011: Äpfel der Liebe - Attersee & Christine Jones. CD YM 13411
- 2014: Jonesmobile 33 -Live. CD YM 3033